# 科佩特山脈
科佩特山脈（波斯語：‎）是位於伊朗和土庫曼斯坦邊境的山脈，長約650千米。山脉从西北部里海向东南部哈里河绵延，其最高峰海拔2940米，位于土库曼斯坦阿什哈巴德西南部。

## 备注
1. ↑  ö的发音为[ø]。